# Lindley Township
Lindley Township est un township, situé dans le comté de Mercer, dans le Missouri, aux États-Unis,.
Le township est fondé en 1856 et baptisé en référence à James Johnson Lindley (en), un législateur local.

### Source de la traduction
- (en) Cet article est partiellement ou en totalité issu de l’article de Wikipédia en anglais intitulé « Lindley Township, Marion County, Missouri » (voir la liste des auteurs).